# Prosactogaster gladiator
Prosactogaster gladiator är en stekelart som först beskrevs av Zetterstedt 1840.  Prosactogaster gladiator ingår i släktet Prosactogaster och familjen gallmyggesteklar. Arten är reproducerande i Sverige. Inga underarter finns listade i Catalogue of Life.